# Rogers (gruppo musicale)
I Rogers sono stati un gruppo musicale italiano di musica beat attivo durante gli anni sessanta e, durante gli anni settanta, cambiando genere e con diverse denominazioni (The Rogers, Franky & i Rogers, New Rogers).
Il loro brano più famoso è Guarda pubblicato nel 1968 con etichetta Kansas.

## Storia del gruppo
Il gruppo si forma nel 1965 a Romano Canavese; i fondatori del gruppo sono stati: Gerardo Monteforte (voce solista e chitarra); Piergiorgio Bussacchetti (chitarra); Pierino (di cui non si conosce il cognome, al basso); Giorgio Vogliano (sassofono e voce); Nico Calisi (batteria); Bruno Bosio (tastierista e organo Hammond). Nella foto di copertina del primo disco il bassista non compare.
Vengono scoperti dal musicista Mario Piovano, che li produce e cerca una casa discografica; ottenuto un contratto con la Kansas, etichetta molto attenta ai complessi piemontesi, debuttano con il primo singolo nel 1966 . Il disco conteneva due brani: Quanto ho pianto e Se mi lascerai. Dopo questa incisione il bassista (Pierino); il sassofonista (Piergiorgio Vogliano) di Cossano Canavese ed il batterista (Nico Calisi) di Ivrea non se la sentono di affrontare la vita del musicista professionista. 
Piergiorgio Vogliano non viene sostituito; mentre entrano nel gruppo Carlo Reposi (batteria) valdostano di Pont Saint Martin, che ha avuto esperienze dal vivo con un gruppo, i Rebels), e Romy Regruto (basso), di Chiaverano. A proposito del primo disco, racconta Nico Calisi (batteria), che in sala di incisione c'erano anche i Camaleonti e Ricky Maiocchi dei Camaleonti, gli sistemò i microfoni per la batteria.
I due nuovi musicisti debuttano nel secondo singolo, che contiene tre canzoni tra cui Ma con chi, con la musica scritta da Adriano Celentano, ed una cover di Walking the dog di Rufus Thomas, Se con me vuoi tornare; appaiono in alcune trasmissioni televisive, tra cui Chissà chi lo sa.
Con il retro del loro terzo singolo (il primo registrato con il nuovo cantante Franky), Non chiederò aiuto, brano rhythm 'n' blues, partecipano alla trasmissione radiofonica Bandiera gialla vincendo una puntata.
Dopo il passaggio alla Bentler, partecipano al Cantagiro 1967 con la canzone Chiedimi tutto con la denominazione Franky & i Rogers, scelta perché alla manifestazione erano già iscritti molti complessi e l'organizzazione preferiva avere un cantante solista in più (anche se di fatto accompagnato sempre dal gruppo).
Nel 1967 entra nella band come suonatore di organo Hammond il promettente Alvaro Ventura appena diciassettenne che vi resterà fino al 1972, incidono il primo album, intitolato Finalmente: arrivano i The Rogers; sempre quell'anno pubblicano il loro singolo di maggior successo, Guarda (scritto e firmato da Domenico Serengay, Turi Golino e Franky (Francesco Florio) ), ed accompagnano in tournée Don Backy. Nelle registrazioni di Guarda oltre all'organista Alvaro Ventura e nell'attività concertistica di quel periodo, per circa un anno troviamo alla batteria Mario Fasciano, drummer napoletano degli Ebrei e dei Epap Group, come raccontato nell'intervista rilasciata dallo stesso Mario presente, assieme a foto della sua collaborazione col gruppo.

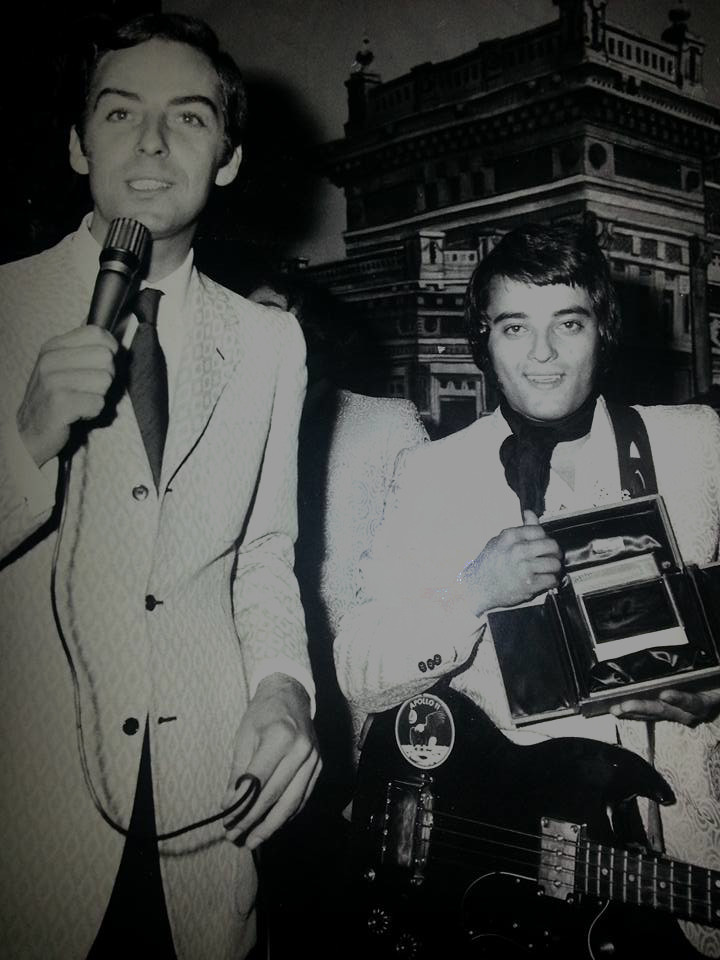
Daniele Piombi consegna il Juke Box d'oro a Franky per il brano Guarda

Guarda  vende circa un milione di copie e vince il premio «Juke-box d'oro», consegnato durante il Premio Regia Televisiva di Salsomaggiore da Daniele Piombi al cantante Franky.
In quello stesso anno il nuovo batterista Pino Sinnone (che ha sostituito Reposi poco prima dell'incisione di Guarda) abbandona il gruppo per passare ai The Trip, a causa della svolta melodica che allontana i Rogers dal beat delle origini.
Agli inizi del 1970 entra a far parte dei Rogers il batterista Alberto Maggi, proveniente dal gruppo The Planets e ci resterà fino al 1972. In questo periodo il gruppo incide diversi brani alcuni dei quali con discreto successo. Da ricordare Tam Tam cover di Come Together dei Beatles e Chewy Chewy, cover dell'omonimo brano degli Ohio Express, oltre alla cover di Stayin' alive dei Bee Gees, realizzata con l'arrangiamento del maestro Dino Siani ed intitolata Donna per donna; sul retro vi è una reincisione di Guarda (peraltro già incisa due anni prima per la Ri-Fi) con un nuovo arrangiamento.
Verso la fine del 1972 Maggi lascia il gruppo e per un breve periodo rientra Mario Fasciano che già ne aveva fatto parte dal '68 al '69 e. con questa formazione I Rogers partono per Londra per un breve tour.
Al loro rientro subentra alla batteria Delio Sismondo che in passato aveva già suonato nel gruppo, e prende il posto di Mario Fasciano, nel frattempo lasciano il gruppo il chitarrista Lino Moreno e il tastierista Alvaro Ventura. I restanti proseguono con i loro impegni fino al 1980, anno in cui il gruppo si scioglie.

## Formazione
- Gerardo Monteforte: voce solista, chitarra (1965-1966)
- Antonio Francesco Florio, detto ''Franky'': voce solista, basso (1966-1980)
- Piergiorgio Bussacchetti: chitarra (1965-1966)
- Lino Mareddu in arte Lino Moreno: chitarra, voce (1966-1972)
- Alvaro Ventura: organo Hammond (1967-1972)
- Romy Regruto: basso (dal 1966)
- Nico Calisi: batteria (1965-1966)
- Carlo Reposi: batteria (1966-1968)
- Pino Sinnone: batteria (1968)
- Mario Fasciano: batteria (1968-1969)
- Aldo Tosi: batteria (1969-1970)
- Alberto Maggi: batteria (1970-1972)- The Planets (1966-1968)
- Delio Sismondo: batteria (1972-1980)
- Giorgio Vogliano: voce, sax, (1965-1966)
- Alberto Caffaratto: voce, sax (1967)
- Nunzio Arcidiacono: voce, sax (1968-1972)
- Bruno Bosio: organo
- Antonio Giannatempo: organo
- Angelo Di Venanzio: tastiere, organo
- Francesco Barbaro: voce, chitarra (2015-2018)
- Mario Rivera: sax

## Discografia

### Album in studio
- xxxx: Guarda (Bebas Record, SMC 315) come Franky Rogers
- 1968: Finalmente! Arrivano i The Rogers (Bentler, BE/LP 1013)
- 1978: ...E poi l'amore (Bella Record, ZBL 10102)
- 2011: Guarda 40 anni dopo punto e a capo

### Singoli
- Robot/2000 anno zero (The Rogers, CA 1
- 1966: Quanto ho pianto/Se mi lascerai (Kansas, dm 1010)
- 1966: Ma con chi/Se con me vuoi tornar/Guardo l'ora (Kansas, dm 1017)
- 1966: Little man/Non chiederò aiuto (Kansas, dm 1023)
- 1966: Little girl/Blue Feeling (S-83.010, S-83.010) uscito in Spagna e Regno Unito
- 1967: Chiedimi tutto/Ho tanta paura (Bentler, BE/NP 5021; inciso con la denominazione The Rogers canta Franky)
- 1967: Non perdono mai/Is my room (non c'è più niente) (Bentler, BE/NP 5023)
- 1968: Cos'è l'amore/Guarda (Bentler, BE/NP 5030) inciso con la denominazione The Rogers canta Franky
- 1969: Vorrei davvero (Fool!)/Chewey chewey (Bentler, BE/NP 5056)
- 1969: Tam tam (Come together)/Vorrei davvero (Bentler, BE/NP 5059
- 1970: Cristina/In questa città (Kansas, dm 1119 inciso con la denominazione The Rogers)
- 1970: Tocca a te/Io ti penso (Kansas, dm 1138)
- 1971: Sabbia rovente/Shalambra (Jolly, J 20477)
- 1972: Il sogno/Nessuno in questo mondo (The Rogers Records, SPX 001)
- 1972: Soltanto un bacio/Avresti mai creduto (The Rogers Records, canta Italo Nicoletti SPX 003)
- 1974: L'immensa città/La voce dell'eco (Duse, BTF 090; inciso con la denominazione New Rogers)
- 1977: Guarda/Dammi un bacio qui (Ri-Fi, RFN-NP 16725) inciso come Frankie
- 1978: Brividi/Copenaghen (Bella Record, ZBN 10003)
- 1979: Donna per donna (Stayin' alive)/Guarda (Bella Record, ZBN 10006; inciso con la denominazione The Rogers canta Franky)
- 1980: Inspiegabilmente/Che ti farei... (Bella Record, ZBN 10008; inciso con la denominazione The Rogers canta Franky)

Singoli pubblicati fuori dall'Italia
- 1969: Guarda/I tuoi occhi verdi (Minstrels, MS 7214; pubblicato in Australia con la denominazione The Rogers)

### Singoli da solista di Francesco Florio
- 1977: Dolcemente contro te/Come sempre (Up, UP 10.010; inciso con la denominazione Francesco Florio)
- Settembre 1977: Guarda/Dammi un bacio in più (Ri-Fi, RFN NP 16725; inciso con la denominazione Frankie)

### Riviste
- Alessio Marino (a cura di), Intervista a Pino Sinnone ed analisi gruppi beat piemontesi, in BEATi voi!, vol. 1, n. 1, Beat boutique 67, 2007.
- Alessio Marino (a cura di), Informazioni e foto contenute nello speciale sui gruppi beat e prog torinesi e piemontesi, in BEATi voi!, vol. 7, n. 4, Beat boutique 67, 2010.
- Alessio Marino (a cura di), Intervista a Mario Fasciano (batterista nei Rogers nel periodo di Guarda, e presente nelle registrazioni del 45 giri; stranamente mai citato in altre biografie), in BEATi voi!, il volume include anche un poster centrale da staccare con una foto dei Rogers, vol. 10, n. 7, Beat boutique 67, maggio 2011.